# Storrs Olson
Storrs Lovejoy Olson (Chicago, 3 aprile 1944 – Fredericksburg, 20 gennaio 2021) è stato un biologo e ornitologo statunitense della Smithsonian Institution.

## Biografia
Un incontro con Alexander Wetmore nel 1967 lo condusse nel campo della paleornitologia e ai suoi lavori sull'isola di Ascension e di Sant'Elena, dove negli anni '70 fece importanti scoperte, come l'upupa gigante e il rallo di Sant'Elena. Nel 1976 incontrò la sua futura moglie, Helen F. James, e condusse essa stessa nel campo della paleornitologia, soprattutto in quella degli uccelli preistorici del Pleistocene superiore.
Durante i loro pionieristici lavori di ricerca alle Hawaii, che durarono 23 anni, Olson e James trovarono e descrissero i resti di 50 specie estinte di uccelli nuove alla scienza, tra cui la nēnē-nui, i moa-nalo, gli apteribis o il "gufo-trampoliere" Grallistrix. Nel 1982 scoprì alle Bahamas le ossa subfossili dello smeraldo di Brace, per lungo tempo ignorato, dimostrando che questo colibrì apparteneva ad una specie valida e distinta. Nel novembre 1999 Olson divenne celebre per la sua lettera aperta alla National Geographic Society in cui criticava le lodi di Christopher P. Sloan riguardo alla specie di transizione tra dinosauri ed uccelli Archaeoraptor, rivelatasi poi un falso. Nel 2000 aiutò a risolvere il mistero del Necropsar leguati del World Museum di Liverpool, riconoscendolo come un esemplare albino di tremante grigio.
Fu curatore degli uccelli al National Museum of Natural History.
Alcune specie di uccelli preistorici commemorano Storrs Olson:
- Himantopus olsoni
- Puffinus olsoni
- Eoeurypyga olsoni
- Primobucco olsoni
- Gallirallus storrsolsoni
- Quercypodargus olsoni